# Gesellschaft für Strabologie, Neuroophthalmologie und Kinderophthalmologie
Die Gesellschaft für Strabologie, Neuroophthalmologie und Kinderophthalmologie e.V. (GSNK) ehemals Bielschowsky-Gesellschaft für Schielforschung und Neuroophthalmologie, ist eine medizinische Fachgesellschaft von Ärzten und Wissenschaftlern, die sich mit der Erforschung und Behandlung von Schielerkrankungen, neuroophthalmologischen Störungen wie Blicklähmungen und Nystagmus, sowie deren Auswirkungen und Folgeerscheinungen wie bspw. die Amblyopie beschäftigt. Ein Schwerpunkt hierbei ist die regelmäßige Durchführung von Fort- und Weiterbildungsveranstaltungen, Fachtagungen, sowie die Publikation von Fachbeiträgen. Die Gesellschaft ist zudem Bindeglied zu weiteren internationalen strabologischen oder interdisziplinären Vereinigungen und Gesellschaften und pflegt den wissenschaftlichen Austausch und die Kommunikation.
Die Gesellschaft für Strabologie, Neuroophthalmologie und Kinderophthalmologie stellt ein Gesamtpräsidiumsmitglied der Deutschen Ophthalmologischen Gesellschaft (DOG). Als Fördermaßnahme vergibt sie regelmäßig den mit 5000 Euro dotierten Bielschowsky-Preis, ebenso den Promotionspreis, dotiert mit 500 Euro. Zudem werden Forschungs- und Reisestipendien bereitgestellt.
Die Gesellschaft wurde als Bielschofsky-Gesellschaft 1985 in Wiesbaden gegründet und hat heute ihren Sitz in Essen. Aktueller Vorsitzender ist Oliver Ehrt. Zahlreiche Ehrenmitglieder sind bislang benannt worden, unter ihnen Curt Cüppers, die Gründungsmitglieder Wilfried de Decker, Wolfgang Haase, Herbert Kaufmann, Hermann Mühlendyck, Walter Rüssmann und Peter Roggenkämper.